# Nils Suneson
Nils Christian Suneson, född 1771, död den 26 juli 1833, var en svensk jurist. 
Suneson blev 1787 auskultant i Karlshamns rådhusrätt och övergick som sådan 1788 till Svea hovrätt, där han blev extra ordinarie notarie 1789 och vice notarie 1791. Han tilldelades vice häradshövdings fullmakt 1794. Suneson blev extra ordinarie fiskal i Svea hovrätt samma år, ordinarie fiskal där 1797, advokatfiskal i Serafimerordensgillet 1802, vice advokatfiskal i hovrätten 1803 och häradshövding i Hagunda, Lagunda, Bälinge, Vaksala, Rasbo och Ulleråkers häraders domsaga 1806. Han tilldelades lagmans namn, heder och värdighet 1814.